# Saint-Loup (Roine)
Saint-Loup és un municipi francès situat al departament del Roine i a la regió d'Alvèrnia-Roine-Alps. L'any 2007 tenia 969 habitants.

## Demografia

### Població
El 2007 la població de fet de Saint-Loup era de 969 persones. Hi havia 352 famílies de les quals 61 eren unipersonals (8 homes vivint sols i 53 dones vivint soles), 117 parelles sense fills, 158 parelles amb fills i 16 famílies monoparentals amb fills.
La població ha evolucionat segons el següent gràfic:
Habitants censats

### Habitatges
El 2007 hi havia 394 habitatges, 354 eren l'habitatge principal de la família, 27 eren segones residències i 12 estaven desocupats. 378 eren cases i 15 eren apartaments. Dels 354 habitatges principals, 310 estaven ocupats pels seus propietaris, 34 estaven llogats i ocupats pels llogaters i 9 estaven cedits a títol gratuït; 3 tenien dues cambres, 26 en tenien tres, 88 en tenien quatre i 237 en tenien cinc o més. 291 habitatges disposaven pel capbaix d'una plaça de pàrquing. A 121 habitatges hi havia un automòbil i a 215 n'hi havia dos o més.

### Piràmide de població
La piràmide de població per edats i sexe el 2009 era:
| Homes | Edats   | Dones |
| ----- | ------- | ----- |
| 0     | 95 o +  | 0     |
| 0     | 90 a 94 | 0     |
| 0     | 85 a 89 | 0     |
| 0     | 80 a 84 | 0     |
| 8     | 75 a 79 | 0     |
| 16    | 70 a 74 | 24    |
| 32    | 65 a 69 | 16    |
| 16    | 60 a 64 | 36    |
| 32    | 55 a 59 | 36    |
| 44    | 50 a 54 | 36    |
| 40    | 45 a 49 | 36    |
| 32    | 40 a 44 | 32    |
| 52    | 35 a 39 | 24    |
| 12    | 30 a 34 | 24    |
| 16    | 25 a 29 | 24    |
| 24    | 20 a 24 | 24    |
| 28    | 15 a 19 | 12    |
| 32    | 10 a 14 | 24    |
| 40    | 5 a 9   | 36    |
| 24    | 0 a 4   | 20    |

## Economia
El 2007 la població en edat de treballar era de 631 persones, 455 eren actives i 176 eren inactives. De les 455 persones actives 443 estaven ocupades (234 homes i 209 dones) i 12 estaven aturades (6 homes i 6 dones). De les 176 persones inactives 85 estaven jubilades, 58 estaven estudiant i 33 estaven classificades com a «altres inactius».

### Ingressos
El 2009 a Saint-Loup hi havia 366 unitats fiscals que integraven 1.011 persones, la mediana anual d'ingressos fiscals per persona era de 19.844,5 €.

### Activitats econòmiques
Dels 31 establiments que hi havia el 2007, 3 eren d'empreses de fabricació d'altres productes industrials, 10 d'empreses de construcció, 6 d'empreses de comerç i reparació d'automòbils, 1 d'una empresa de transport, 2 d'empreses d'hostatgeria i restauració, 1 d'una empresa financera, 2 d'empreses immobiliàries, 3 d'empreses de serveis i 3 d'empreses classificades com a «altres activitats de serveis».
Dels 13 establiments de servei als particulars que hi havia el 2009, 2 eren tallers de reparació d'automòbils i de material agrícola, 1 paleta, 2 guixaires pintors, 2 fusteries, 2 lampisteries, 3 electricistes i 1 restaurant.
L'únic establiment comercial que hi havia el 2009 era un supermercat.
L'any 2000 a Saint-Loup hi havia 28 explotacions agrícoles que ocupaven un total de 629 hectàrees.

## Equipaments sanitaris i escolars
El 2009 hi havia una escola elemental integrada dins d'un grup escolar amb les comunes properes formant una escola dispersa.

## Poblacions més properes
El següent diagrama mostra les poblacions més properes.